# Смрдеш (Грчка)
Смрдеш (Кристалопиги) је насеље у Грчкој у општини Преспа, периферија Западна Македонија. Према попису из 2021. било је 111 становника.

## Географија
Кристалопиги је удаљен око 51 km југозападно од града Лерин (Флорина) и 38 km северозападно од града Костура, који се налазе близу Малог Преспанског језера. Лежи на надморској висини од 1130 метара. Три километра од села је граница са Албанијом и гранични прелаз Смрдеш—Капештица.

## Историја
Село се помиње у отоманском дефтеру од 1530, под називом Исмирдеш, а пописано је 53 домаћинстава. Становници Смрдеша у 19. веку и почетком 20. века су били Словени. Било је 1.780 становника 1900. године.
Многи становници Смрдеша су учествовали у борби против Турака. Село је спаљено од стране турских трупа и албанских паравојних снага у мају 1903. године. Опљачкано и спаљено по други пут 1903. током Илинданског устанка.
Име села је промењено у Кристалопиги 1926. године. Године 1951, село је било потпуно ненасељено, а касније су се населили Аромуни из Епира и Тесалије.

## Становништво
Преглед становништва у свим пописним годинама од 1940. до данас:
| Година       | 1940 | 1951 | 1961 | 1971 | 1981 | 1991 | 2001 | 2011 |
| ------------ | ---- | ---- | ---- | ---- | ---- | ---- | ---- | ---- |
| Становништво | 624  | 0    | 364  | 309  | 265  | 213  | 573  | 314  |